# Rachel Bugg
Rachel Bugg (* 7. März 1989 in Belair) ist eine australische Wasserspringerin. Sie startet im 10-m-Turm- und Synchronspringen.
Bugg kam mit 12 Jahren beim Verein Diving South Australia über das Turnen zum Wasserspringen. Heute trainiert sie unter Hui Tong am Schwimmzentrum in Brisbane. Ihren ersten internationalen Wettkämpfe bestritt Bugg 2010. Im folgenden Jahr gewann sie mit Bronze und Silber bei den nationalen Meisterschaften ihre ersten Medaillen. Bugg bildet seit 2012 mit der erfahrenen Loudy Wiggins ein Synchronduo vom 10-m-Turm. Gemeinsam qualifizierten sie sich bei der nationalen Olympiaausscheidung für die Olympischen Spiele 2012 in London.